# Torre de Éboli

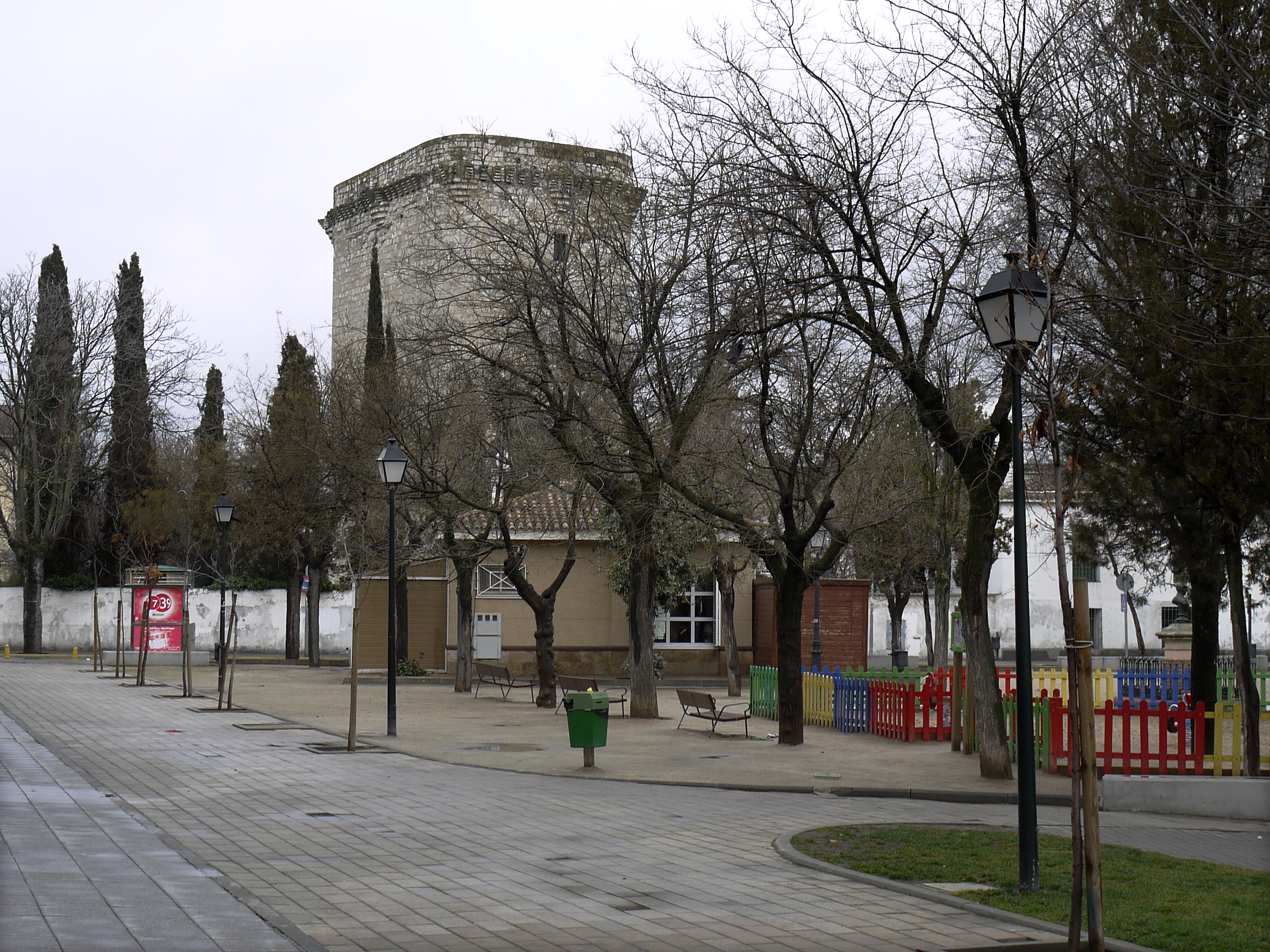
Torre de Éboli i Pinto.

El Torre de Éboli är en medeltida byggnad i Pinto, i den autonoma regionen Madrid i Spanien. Den har ett stort historiskt värde, det är platsen där Prinsessan av Éboli, Antonio Pérez, sekreterare till Filip II, och 1808 under en kort períod, även Manuel Godoy, Karl IV:s skyddsling, satt fängslade.
Byggnaden har varit föremål för olika ombyggnader under sin långa historia, bland dessa märks de som företogs under 1600- och 1900-talet. Byggnaden är i gott skick. Tornet står på privat mark och används som bostad. 

## Historia

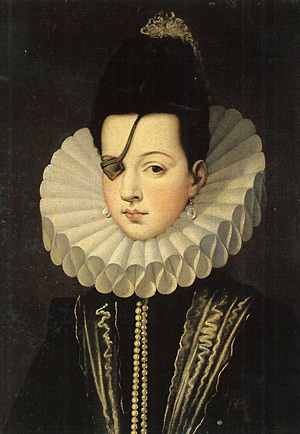
Ana de Mendoza de la Cerda, prinsessa av Éboli, spärrades in i tornet 1579.

Detta torn kan ha konstruerats i mitten av 1300-talet, på begäran av Íñigo López de Orozco, som vid den tiden mottog herresätet Pinto, av Peter I av Kastilien (med tillnamnet "den grymme"). Första referenserna till tornet härrör från 1382 och i dessa beskrivs ett besök i byggnaden av Johan I av Kastilien, byggnaden tillhörde då Juana de Orozco.
Monarkens besök gör det antagligt att tornet var en del av ett mycket större komplex än det nuvarande – som har reducerats till endast tornet – och som kunde härbärgera det kungliga följet.
Tornet i Pinto användes under 1500- och 1600-talet som fängelse för adel och berömdheter. Här satt under sex månader Ana de Mendoza de la Cerda, prinsessa de Éboli, fängslad efter att ha tillfångatagits den 28 juli 1579 av Filip II av Spanien. Hennes dåliga hälsotillstånd och de dåliga förhållandena i tornet gjorde att hon överfördes till, först slottet Santorcaz (Madrid), och senare till palatset i Pastrana (Guadalajara), där hon dog 1592.
1589 fängslades Antonio Pérez, Filip II:s sekreterare. Han satt fången under två månader, anklagad för avslöjande av statshemligheter och i botten av processen att ha planlagd mordet på Juan de Escobedo, sekreterare till Juan de Austria, kungens bror.
Under Filip IV:s regering på 1600-talet förvisades Francisco María Carrafa, hertig av Nochera dit, där han dog år 1642.